# Болотин, Сергей Сергеевич
Серге́й Серге́евич Боло́тин (9 апреля 1996 года, Красноярск) — российский гандболист, разыгрывающий клуба «Пермские медведи». Двукратный чемпион России в составе клуба «Чеховские медведи». Игрок сборной России.

## Биография
Начинал заниматься гандболом в родном Красноярске. Первый тренер — Анатолий Басалгин. 
В юношеском возрасте уехал в структуру «Чеховских медведей». Вызывался в юниорскую и молодёжную сборные России.
В июле 2018 года перешёл в «СГАУ-Саратов». По итогам сезона 2021/2022 стал лучшим бомбардиром команды, а болельщики поставили его на второе место в списке лучших игроков чемпионата.
С 2022 года играл в ставропольском клубе «Виктор».
Летом 2024 года перешёл в «Пермские медведи».
Играет под нестандартным для разыгрывающего №2.